# Juan Figueroa Velasco
Juan Figueroa Velasco (San Juan Bautista Coixtlahuaca, Oaxaca, 24 de junio de 1909-?) fue un político y sindicalista mexicano, miembro del Partido Revolucionario Institucional (PRI). Fue dirigente de la Confederación Revolucionaria de Obreros y Campesinos (CROC) y dos veces diputado federal.

## Biografía
Realizó su educación primaria en la escuela «Benito Juárez» de Puebla de Zaragoza, y realizó tres años de secundaria y uno de preparatoria en la Universidad de Puebla, no tuvo estudios superiores. 
Fue dirigente de la Confederación Revolucionaria de Obreros y Campesinos (CROC) en Puebla, ocupando los cargos de director del periódico oficial en Puebla «Resurgimiento», secretario general del comité estatal, y secretario de Asuntos Económicos y Técnicos y luego presidente del comité nacional.
En 1961 fue postulado por primera ocasión candidato del PRI a diputado federal por el Distrito 2 de Puebla; resultó elegido a la XLV Legislatura de 1961 a 1964 al recibir 22 466 votos, frente a 3 012 votos del candidato del Partido Acción Nacional David Bravo y Cid de León. Por segunda ocasión postulado al mismo cargo y por el mismo distrito en 1970, resultando elegido con 37 086 votos, que superaron los 27 271 de su competidor del PAN Jesús Bravo y Cid de León. En esta legislatura fue integrante de las comisiones de Minas; y, de Tierras Nacionales.